# Ptilinop de les Banggai
El ptilinop de les Banggai (Ramphiculus subgularis) és una espècie d'ocell de la família dels colúmbids (Columbidae) que habita els boscos de Sulawesi i altres illes properes.